# Denning (cratera marciana)
A cratera Denning é uma cratera localizada no quadrângulo de Sinus Sabaeus em Marte, a 17.7º latitude sul e 326.6º longitude oeste. Seu diâmetro é de aproximadamente 165 km, e recebeu este nome em referência a William F. Denning, um astrônomo britânico (1848-1931). 

## Crateras
Quando um cometa ou asteroide colide em alta velocidade contra a superfície de Marte ocorre a criação de uma cratera de impacto primária. O impacto primário pode também ejetar uma quantidade significativa de rochas, as quais eventualmente retornam ao solo formando crateras secundárias. As crateras podem estar dispostas em clusters. Todas as crateras no cluster aparentariam estar igualmente erodidas; indicando que estas teriam a mesma idade. Se crateras secundárias se formarem de um único impacto massivo por perto, elas se formariam então quase que no mesmo instante. 